# Cătunu, Teleorman
Cătunu este un sat în comuna Poeni din județul Teleorman, Muntenia, România.
Așezat pe brațul stâng al pârâului Glavaciog, satul Cătunu, cu o denumire Geto-Dacă, a fost în perioada interbelică localitate cu rang de comună în județul Vlașca. Este situat în nordul județului Teleorman, la 2 km de granița județelor Argeș și Dâmbovița. Este un sat așezat pe un bogat zăcământ de combustibil fosil, în zonă extrâgându-se țițeiul de peste 50 de ani. Distanța față de București este de aproximativ 60 de km. În localitate există o biserică cu hramul'Cuvioasa Paraschiva' construită, la început, în sec.XIX din lemn și renovată de mai multe ori. Scrierile părintelui Gheorghe Popescu, trecut la cele veșnice, vorbesc de o strămutare a acestei localități (nu este cunoscută locația). Se pare că în anii 1800 satul era situat cu 3 km mai la dreapta față de locația actuală, pe partea dreaptă a pârâului Glavaciog. Sunt ipoteze care spun că populația acestui sat ar fi fost afectată de o epidemie, ciumă, astfel fiind explicată migrația. O explicație ar putea fi și lipsa surselor de apă în vechea zonă. Astăzi, pe vechea locație (probabilă), pot fi văzute pietre iar în apropiere este un monument istoric și anume: o așezarea de tip tel, la NE de satul Albeni, la N de drumul comunal Albeni-Cătunu, pe Valea Gropării. Monumentul istoric este din perioada Eneolitică, Cultura Gumelnița. Din păcate, ca mai toate monumentele istorice de acest tip, nici acesta nu este semnalizat sau delimitat, fiind total necunoscut locuitorilor din zonă. Această lipsă de interes face ca pe acest loc să fie cultivate culturi agricole fapt care contribuie la distrugerea obiectelor din ceramică vizibile la suprafața solului.  Oamenii vorbesc și de un cutremurător sacrificiu al tinerelor din acea localitate care au ales, în contextul unei iminente invazii a armatei turce, să-și pună capăt zilelor aruncându-se într-o fântână din apropiere. Se pare că astăzi încă există un izvor în acea zonă din care oamenii își procură apa când merg să muncească la câmp. Vechea școală, clasele I-IV, a fost reconstruită din temelii în ultimii ani. Nu departe de localitate a trecut Drumul Sării. Multă vreme în localitate s-a jucat călușul de sărbătoarea Sfântului Ilie iar tinerii anilor 1940-1950 încă mai mergeau la hore în zile de sărbătoare și la clicuri (întâlnirile moderne de astăzi). Astăzi, de Sfântul Ilie, ca și în trecut, există obiceiul de a merge, împreună cu familia și în mod obligatoriu cu copiii, la un târg în localitatea Gratia, la 12 km spre București. Pădurile din apropiere: Palanga, Gușia și Galbena sunt foarte vizitate de tineri primăvara, atunci când florile timpurii par a transmite o chemare irezistibilă la viață. Pârâul Glavaciog izvorăște de sub Mânăstirea cu același nume, aflată la 8 km de satul Cătunu, în județul Argeș. Mânăstirea poate fi vizitată, drumul fiind accesibil dinspre autostrada București-Pitești, la km 30, 40 sau 70. Există posibilitatea de a lua apă chiar din izvorul aflat sub mânăstire. Această zonă este descrisă succint în romanul Rascoala de Liviu Rebreanu, atunci când vorbește de moșiile Teleormanului.